# Красная Лука (Гадячский район)
Красная Лука́ (укр. Красна Лука) — село,
Краснолукский сельский совет,
Гадячский район,
Полтавская область,
Украина.
Код КОАТУУ — 5320483601. Население по переписи 2001 года составляло 1147 человек.
Является административным центром Краснолукского сельского совета, в который, кроме того, входят сёла
Бухалово
Хитцы.

## Географическое положение
Село Красная Лука находится на берегу реки Грунь,
выше по течению примыкает село Рымаровка,
ниже по течению на расстоянии в 1 км расположено село Хитцы.
Река в этом месте извилистая, образует лиманы, старицы и заболоченные озёра.

## История
- 1709 — дата основания.
- В бою у села 12 сентября 1943 года при отражении атаки гитлеровцев погиб В. В. Овсянников, посмертно удостоенный звания Герой Советского Союза.

## Экономика
- ЧП «Нива».

## Объекты социальной сферы
- Школа І—ІІ ступени (имени В. В. Овсянникова).
- Дом культуры.